# Rangá
De Rangá is een rivier in het zuiden van IJsland. In feite bestaat de Rangá niet, maar zijn er twee riviertjes die zo heten: de Ytri-Rangá en de Eystri-Rangá. De Ytri-Rangá vindt zijn oorsprong in het lavaveld ten westen van de Hekla en stroomt in zuidwestelijke richting, terwijl de Eystri-Rangá ten westen van de Tindfjallajökull begint en vrijwel in westelijke richting stroomt. De Eystri-Rangá voegt zich ten westen van Hvolsvöllur in de Þverá. Ongeveer 5 kilometer naar het westen vloeit deze weer samen met de Ytri-Rangá om zo samen de Hólsá te vormen die uiteindelijk in zee uitkomt. De Hringvegur kruist de Ytri-Rangá net ten westen van Hella, en de Eystri-Rangá ongeveer halverwege Hella en Hvolsvöllur. In de Ytri-Rangá liggen de Fossbrekkur watervalletjes, en in beide rivieren kan goed op zalm worden gevist.